# بوليمرات نشطة كهربائيا

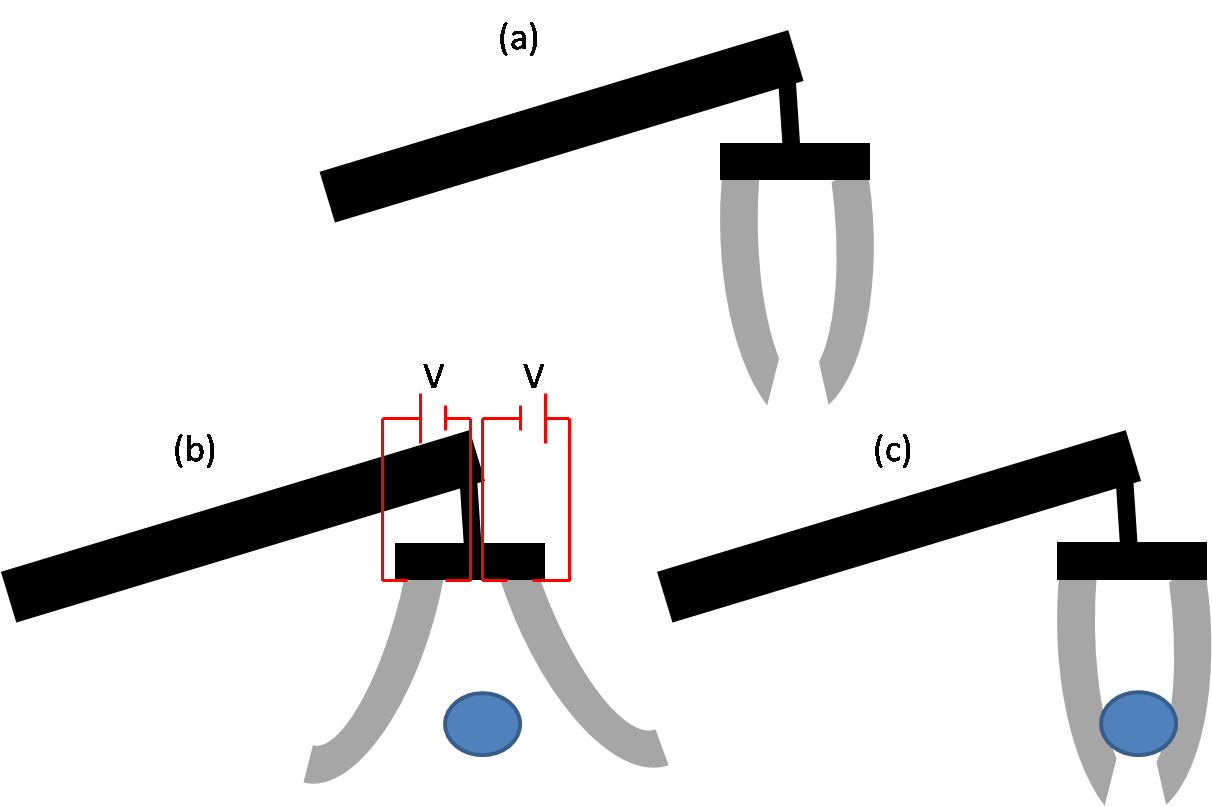

البوليمرات النشطة كهربائيًا أو البوليمرات الفعالة كهربيًا (بالإنجليزية: Electroactive polymers)‏ هي بوليمرات تُظهر تغييرًا في الحجم أو الشكل عند تحفيزها بواسطة مجال كهربائي. التطبيقات الأكثر شيوعًا لهذا النوع من المواد هي المشغلات الميكانيكية والحساسات. من الخصائص المميزة للبوليمرات النشطة كهربائيًا أنها مهما خضعت لقوة سحق كبيرة فستحافظ على قوى كبيرة وتصمد لفترات طويلة.
تُصنع غالبية المشغلات الميكانيكية القديمة من مواد خزفية بيزوكهربائية (كهروانضغاطية). هذه المواد قادرة على الصمود أمام القوى الكبيرة، ولن تؤدي هذه القوى إلا إلى تشويه جزء مئوي بسيط منها. ثبت في أواخر التسعينيات أن بعض البوليمرات النشطة كهربائيًا يمكنها تحمل إجهاد يصل إلى (380%)، وهو أكبر بكثير من قدرة تحمل أي مشغل ميكانيكي مصنوع من السيراميك. أحد أكثر تطبيقات البوليمرات النشطة كهربائيًا شيوعًا هو مجال الروبوتات في فرع تنمية العضلات الاصطناعية، ولذلك غالبًا ما يشار إلى البوليمر النشط كهربائيًا بالعضلة الصناعية.

## خلفية تاريخية
برزت البوليمرات النشطة كهربائيًا في عام 1880، عندما صمم فيلهلم رونتغن تجربة اختبر من خلالها تأثير المجال الكهرسكوني على الخواص الميكانيكية لشريط من المطاط الطبيعي. ثُبّت الشريط المطاطي في أحد طرفيه ورُبط بكتلة في الطرف الآخر. ثم رُشت شحنات كهربائية على المطاط، ولوحظ أن الطول قد تغير. اكتُشف أول بوليمر كهروإجهادي في عام 1925 (الإلكتريتelectret ). شُكل الإلكتريت من خلال الجمع بين الشمع الكرنوبي، القلفونية (الشمع الصنوبري) وشمع العسل، ثم تبريد المحلول أثناء تطبيق جهد انحياز مستمر عليه، وبعد ذلك يُترك الخليط ليتصلب مشكلًا مادة بوليمرية لها تأثير كهروإجهادي.
كانت البوليمرات التي تستجيب للظروف البيئية بجانب التيار الكهربائي المطبق جزءً كبيرًا من مجال دراسة قام بها كاتشالسكي وزملاؤه في عام 1949 برهن فيها أنه عندما يتم غمس خيوط الكولاجين في المحاليل الحمضية أو القلوية؛ فإنها سوف تستجيب بتغير في الحجم؛ تتوسع في المحلول الحمضي، وتتقلص في المحلول القلوي. على الرغم من أن هناك محفزات أخرى اختُبرت نظرًا لسهولة هذا التطبيق وعمله (مثل الرقم الهيدروجيني)؛ خُصّصت معظم الأبحاث لتطوير البوليمرات التي تستجيب للمنبهات الكهربائية من أجل محاكاة الأنظمة البيولوجية في الإنسان.
حدث التقدم الرئيسي التالي في البوليمرات النشطة كهربائيًا في أواخر الستينيات. بين كاواي في عام 1969 أن ثنائي فلوريد متعدد الفينيليدين يُظهر تأثيرًا كهروإجهادي كبير. أفاد هذا البحث المهم في تطوير أنظمة بوليمرات أخرى التي من شأنها أن تُظهر تأثيرًا مماثلًا. في عام 1977 اكتُشف أول البوليمرات الموصلة للكهرباء بواسطة هيديكي شيراكاوا. أثبت هيديكي شيراكاوا مع آلن ماكديرميدو وآلن هيغير أن البولي-أسيتيلين كان موصلًا كهربائيًا، ويمكن أن يعزز التوصيل بثمانية مرات تتضاعف أُسيًا عند تطعيمه ببخار اليود، وهكذا فإن موصليته كانت قريبة من موصلية الفلزات. وبحلول أواخر الثمانينيات من القرن الماضي، أظهر عدد من البوليمرات الأخرى تأثيرًا كهروإجهادي أو ثبت أنه موصل للكهرباء.
طُورت في أوائل التسعينيات من القرن الماضي مركبات الأيونومير الفلزية أو البوليمير الأيوني الفلزي، وتبين أنها تُظهر خواصًا كهربائية تعدت البوليمرات النشطة كهربائيًا السابقة. كانت الميزة الرئيسية لمركبات الأيونوميرات الفلزية أنها كانت قادرة على إظهار التنشيط (التشوه) عند فولتية منخفضة حتى 1 أو 2 فولت. لم تكن طاقة التنشيط لهذه المواد الأقل بين المواد الشبيهة فحسب؛ بل يمكن أيضًا أن تخضع لتشوهات أكبر، كما وأظهرت مركبات الأيونوميرات الفلزية أنه يمكنها تحمل إجهاد يصل إلى (380%) في أي مكان.
اقترح يوسف بار كوهين في عام 1999 مباراة مصارعة ذراعية بين ذراع آلية معززة بعضلات صناعية من البوليمرات النشطة كهربائيًا ضد ذراع بشرية. كان هذا تحديًا تنافست فيه مجموعات بحثية من جميع أنحاء العالم لتصميم ذراع آلية تتكون من عضلات بوليمرات نشطة كهربائيًا يمكنها هزيمة الإنسان في مباراة مصارعة ذراع. عُقد التحدي الأول في مؤتمر مشغلات وأجهزة البوليمر النشطة كهربائيًا في عام 2005. علامة فارقة أخرى في هذا المجال هو أن أول عضلة صناعية تجارية تحتوي تقنية البوليمرات النشطة كهربائيًا أنتجت بواسطة إيميكس عام 2002 في اليابان. كان هذا الجهاز عبارة عن سمكة تستطيع السباحة بمفردها، وتحريك ذيلها باستخدام العضلة الصناعية. لكن التقدم في التطوير العملي لم يكن مرضيًا.
مولّت وكالة مشاريع البحوث المتطورة الدفاعية أو داربا الأبحاثَ في التسعينيات في معهد ستانفورد للأبحاث وبقيادة رون بيلرينيه الذي طور بوليمر ينشط بالكهرباء باستخدام بوليمرات السيليكون والأكريليك. استُخدمت هذه التقنية في شركة «العضلة الصناعية» في عام 2003 مع بدء الإنتاج الصناعي في عام 2008. أصبحت شركة «العضلة الصناعية» في عام 2010 تابعة لشركة كوفيسترو.

## أنواع البوليمرات النشطة كهربائيًا
تنقسم البوليمرات النشطة كهربائيًا بشكل عام إلى فئتين رئيسيتين: عازلة وإيونية.

### البوليمرات العازلة النشطة كهربائيًا
البوليمرات العازلة النشطة كهربائيًا هي المواد التي تتفعل بواسطة القوى الكهروستاتيكية بين قطبين يُطبِقان على البوليمر. اللدائن العازلة كهربائيًا قادرة على إنتاج ضغطٍ عالٍ للغاية، وهي في الأساس مكثف يغير سعته عندما يُطبّق جهد ناتج عن طريق السماح للبوليمر بضغط سماكته والتوسع في مساحته بسبب المجال الكهربائي. يتطلب هذا النوع من البوليمرات العازلة النشطة كهربائيًا عادة جهد تشغيل كبير (من مئات إلى آلاف الفولتات) لإنتاج مجالات كهربائية عالية، ولكن استهلاكه للطاقة الكهربائية منخفض للغاية، ولا تتطلب أي طاقة للحفاظ على المشغلات في حالة معينة. ومن الأمثلة على ذلك:
- البوليمرات الفرّوكهربائية
- البوليمرات المطعّمة بالكهرباء أو بوليمرات التقبّض الكهربائي
- البوليمرات البلورية السائلة
- اللدائن العازلة

### البوليمرات الأيونية النشطة كهربائيًا
البوليمرات الأيونية النشطة كهربائيًا هي المواد التي تتفعل من خلال عزل الأيونات داخل البوليمر. جهد تشغيلها منخفض للغاية، لكن التدفق الأيوني يقتضي طاقة كهربائية أعلى لتشغيلها، وهناك حاجة إلى الطاقة للحفاظ على المشغلات في حالة معينة. من أمثلة البوليمرات الأيونية النشطة كهربائيًا: البوليمرات الموصلة، السوائل الريولوجية الكهربائية، والبوليمير الأيوني الفلزي، والجل سريع الاستجابة بالتحفيز. ومشغل جل بوكي، وهو طبقة من مادة البولي إلكتروليت مدعومة بالبوليمر تتكون من سائل أيوني محصور بين طبقتين قطبيتين تتكونان من جل من سائل أيوني يحتوي على أنابيب نانوية كربونية أحادية الجدار. أتى الاسم من تشابه الهلام بالورق الذي يمكن تصنيعه عن طريق تصفية الأنابيب النانوية الكربونية أو ما يسمى بورق البوكي.

## مقارنة بين البوليمرات العازلة والأيونية النشطة كهربائيًا
البوليمرات العازلة قادرة على الإبقاء على إزاحتها المستحثة أثناء تنشيطها تحت الجهد المستمر، وهذا يُعطيها أفضلية لاستخدامها في التطبيقات الآلية. تتميز هذه الأنواع من المواد أيضًا بكثافة طاقة ميكانيكية عالية ويمكن تشغيلها في الهواء دون انخفاض كبير في الأداء. ومع ذلك، تتطلب البوليمرات العازلة مجالات تنشيط عالية جدًا (>10 µm/V) والقريبة من مستوى الانهيار.
ومن ناحية أخرى يتطلب تنشيط البوليمرات الأيونية (1-2) فولت فقط. ومع ذلك فهي بحاجة للبقاء رطبة، على الرغم من أن بعض البوليمرات طُورت لتحوي منشطات مغلفة ذاتية تسمح باستخدامها في البيئات الجافة. التوصيلات الميكانيكية في البوليمرات الأيونية قليلة، وبالتالي فهي مثالية لأجهزة المحاكاة الحيوية.

## التطبيقات
يمكن تصنيع مواد البوليمرات النشطة كهربائيًا بسهولة في أشكال مختلفة نظرًا لسهولة معالجة العديد من المواد البوليمرية، مما يجعلها مواد متعددة الاستخدامات. أحد التطبيقات المحتملة للبوليمرات هي إمكانية دمجها في الأنظمة الكهروميكانيكية الدقيقة لإنتاج مشغلات ذكية.

### العضلات الصناعية
استُخدمت البوليمرات النشطة كهربائيًا ولا تزال في العضلات الصناعية باعتباره الاتجاه البحثي العملي الأكثر ارتقابًا نحو المستقبل، فجذبت انتباه العلماء بسبب قدرتها على مضاهاة تشغيل العضلات البيولوجية مع متانة عالية ضد الكسر وإجهاد التشغيل الكبير وتخميد الاهتزاز الكامن فيها.
- شاشات لمس للمكفوفين
- الموائع الدقيقة[12]

## التوجهات المستقبلية
يعتبر مجال البوليمرات النشطة كهربائيًا بعيدًا عن طور النضوج، مما يعطي فرصة لإيجاد حل للعديد من المسائل، والتي منها تحسين أدائها واستقرارها على المدى الطويل من خلال تصميم غشاء شبه منفذ للماء، سيمنع هذا تبخر الماء الموجود فيها، ويقلل أيضًا من الخسارة المحتملة للأيونات الموجبة عندما تعمل البوليمرات النشطة كهربائيًا مغمورة في بيئة مائية.  وينبغي استكشاف كيفية تطوير الموصلية السطحية باستخدام طرق لإنتاج سطح موصل خالي من العيوب. ويمكن أن يتم ذلك باستخدام ترسيب البخار الفلزي أو غيرها من طرق التطعيم. من الممكن أيضًا استخدام البوليمرات الموصلة لتشكيل طبقة موصلة سميكة. أيضًا من المستحسن أن تكون البوليمرات النشطة كهربائيًا المقاومة للحرارة متاحة للتشغيل عند الفولتية العالية دون الإضرار بالهيكل الداخلي لها بسبب توليد الحرارة. سيكون تطوير البوليمرات النشطة كهربائيًا بتكوينات مختلفة (مثل الألياف وحزم الألياف) مفيدًا أيضًا، من أجل زيادة نطاق أنماط الحركة الممكنة.